# Sipos Emese
Sipos Emese (Marosvásárhely, 1966. január 24. –) erdélyi magyar gyógyszerész, gyógyszerészeti kutató, egyetemi oktató.

## Életútja
1984-ben érettségizett szülővárosában az Unirea Líceumban, egyetemi tanulmányait az Marosvásárhelyi Orvosi és Gyógyszerészeti Egyetem Gyógyszerészeti Karán végezte 1989-ben. Egy évig a kolozsvári gyógyszervállalatnál, majd két évig Segesváron a kórházi gyógyszertárban, 1992–95 között szülővárosában, ugyancsak kórházi gyógyszerészi beosztásban dolgozott. 1995-től az OGYI Gyógyszerészeti Karának gyógyszertechnológiai tanszékén tanársegéd, adjunktus (1998-tól), docens (2004-től), szakgyógyszerész (1997-től). Gyógyszerészdoktor (2001), főgyógyszerész (2002). 2008-tól a MOGYE Gyógyszerésztudományi Karának dékánhelyettese. 2017-ben az Erdélyi Múzeum-Egyesület Apáthy István-díját kapta.

## Kutatási területe
Hidrogélek reológiai és in vitro hatóanyagleadása; nyújtott hatóanyagleadású tabletták formulálása; ciklodextrin zárványkomplexek előállításának vizsgálata; gyógyszeres segédanyagok vizsgálata.

## Tudományos munkája
1995 és 2007 között hétszer vett részt Sopronban, Kolozsváron és Marosvásárhelyen továbbképző tanfolyamon. Ugyanebben az időszakban több alkalommal tanulmányúton volt a budapesti és a szegedi egyetemen. Az Orvostudományi Értesítő szerkesztőbizottsági tagja.
91 tudományos dolgozatát hazai (EME Orvostudományi Értesítő, Farmacia, Acta Phytoterapica Romanica, Revista de Medicină şi Farmacie – Orvosi és Gyógyszerészeti Szemle) és külföldi (Gyógyszerészet) szaklapok közlik.

### Egyetemi jegyzetei
- Kozmetológia (Marosvásárhely, 1998);
- Bevezetés a gyógyszertechnológiába (Marosvásárhely, 1998);
- Gyógyszertechnológia (Marosvásárhely, 2003);
- Curs de tehnologie farmaceutică. I. (társszerző, Marosvásárhely, 2003);
- Preparate administrate pe mucoase. Preparate extractive din plante. Preparate sterile (társszerző, Marosvásárhely, 2005).

### Szaktanulmányai (válogatás)
- Tehnologie farmaceutică pentru asistenţi de farmacie (Marosvásárhely, 2003);
- Gyógyszertechnológia: folyékony gyógyszerformák (Rédai Emőkével, Marosvásárhely, 2005);
- Gyógyszertechnológia: steril gyógyszerformák (Marosvásárhely, 2007).

## Társasági tagság
- Gyógyszerésztudományok Romániai Egyesülete;
- Erdélyi Múzeum-Egyesület Orvostudományi Szakosztályának titkára 2002 óta
- Magyar Egészségügyi Társaság.